# 고성국 라이브쇼
《고성국 라이브쇼》는 대한민국의 종합편성채널인 TV조선에서 방송되었던 텔레비전 프로그램이다.

## MC
- 고성국
- 이익선

## 동시간대 경쟁 프로그램
- 6시 내고향 (KBS 1TV)
- KBS 6시 뉴스타임 (월~목), 2TV 생생정보 (KBS 2TV)
- 생방송 투데이 (SBS)
- 생방송 톡톡 보니하니 (EBS 1TV)
- 생방송 오늘 저녁 (MBC)
- MBN 뉴스와이드 (MBN)